# Veronica ranunculina
Veronica ranunculina är en grobladsväxtart som först beskrevs av Francis Whittier Pennell, och fick sitt nu gällande namn av M.M.Mart.Ort. och Albach. Veronica ranunculina ingår i släktet veronikor, och familjen grobladsväxter. Inga underarter finns listade i Catalogue of Life.

## Bildgalleri

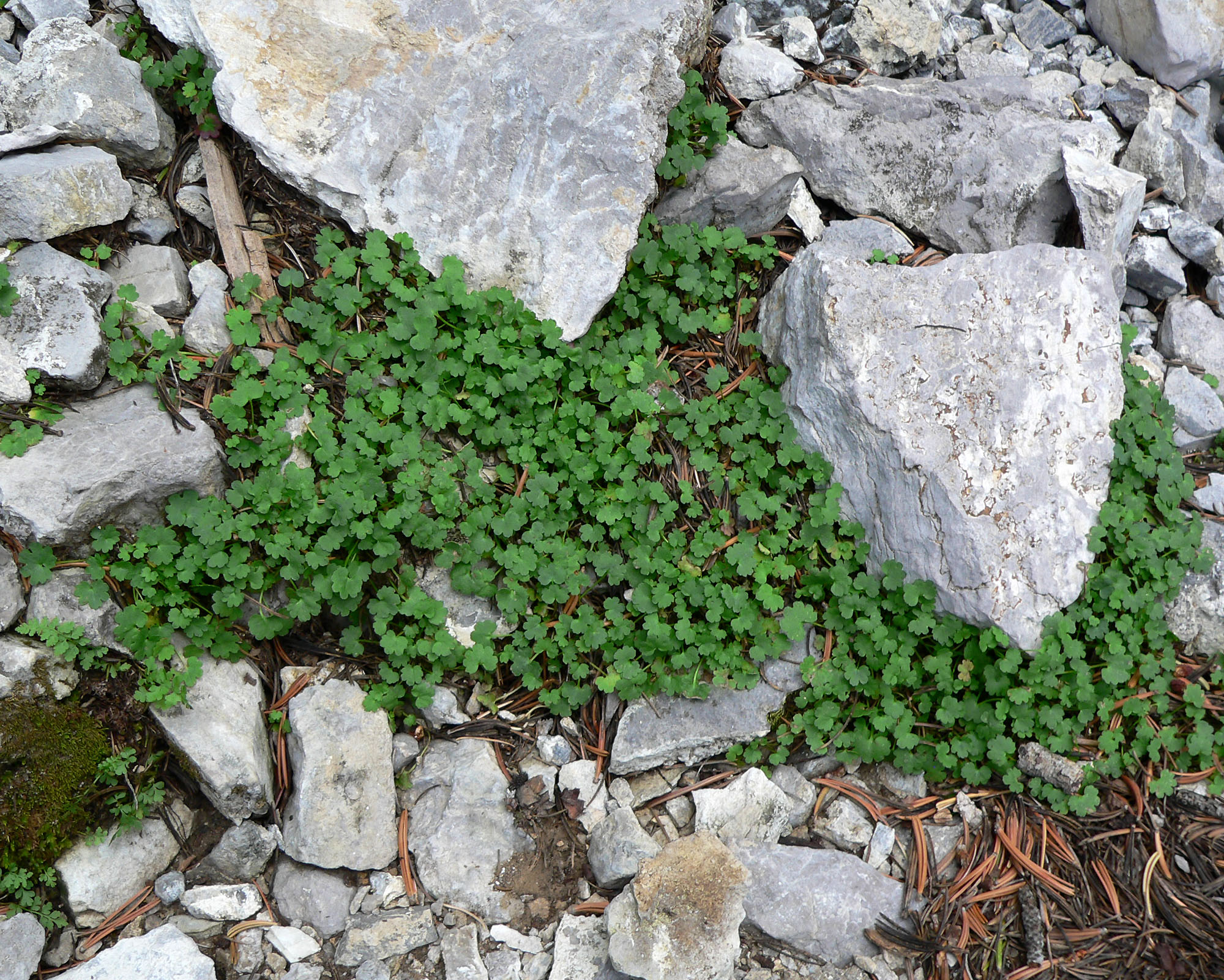
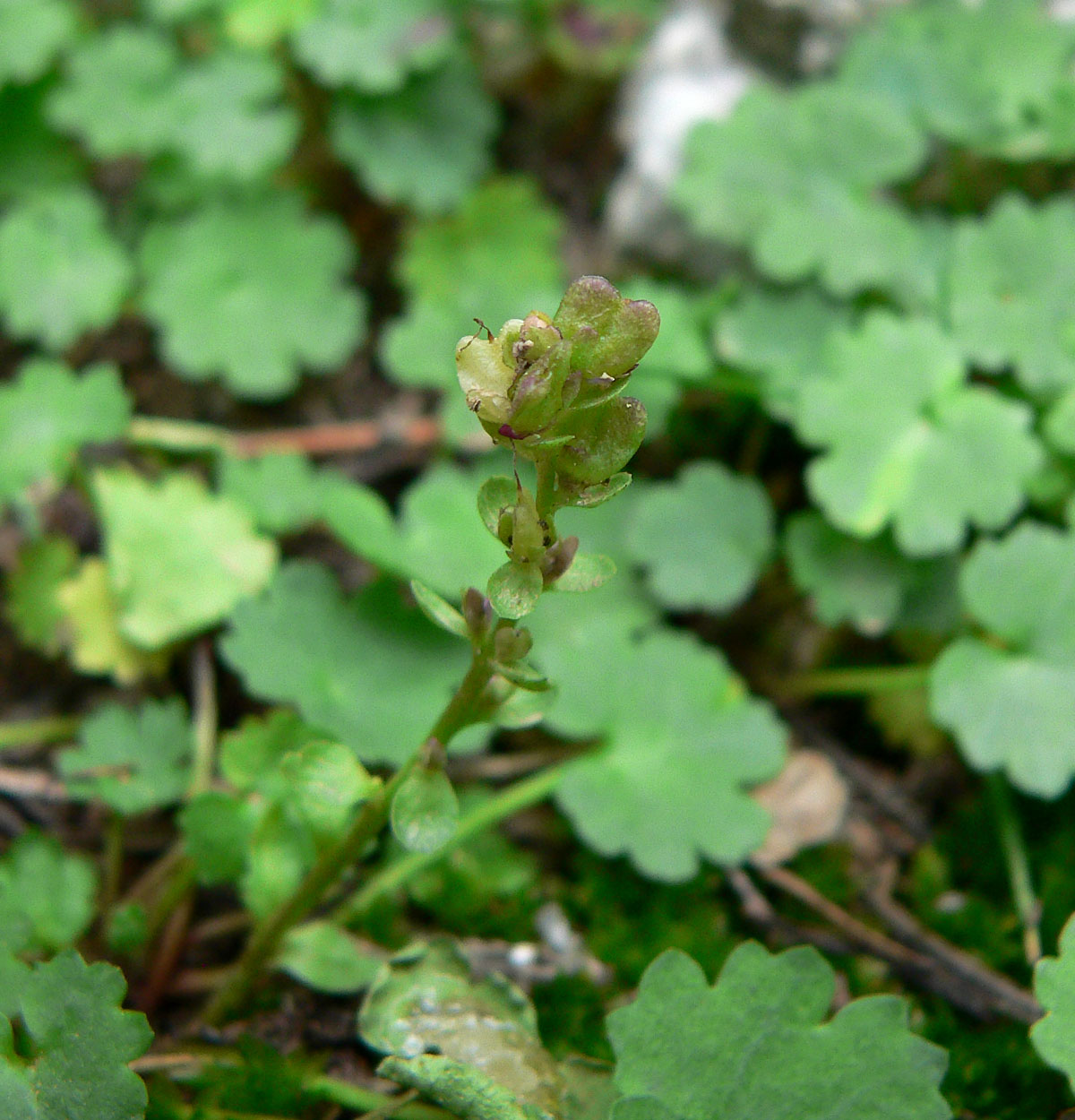
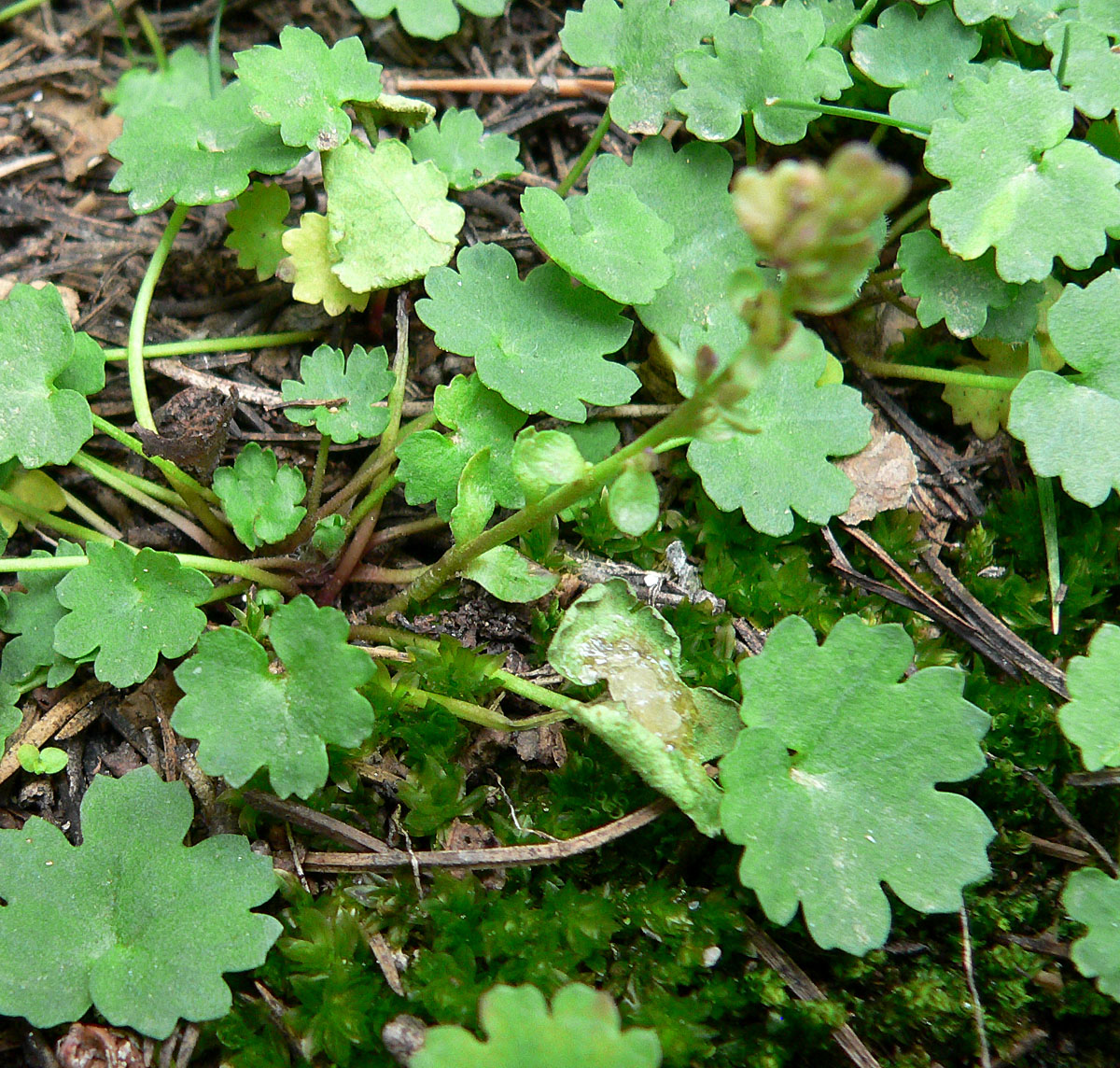
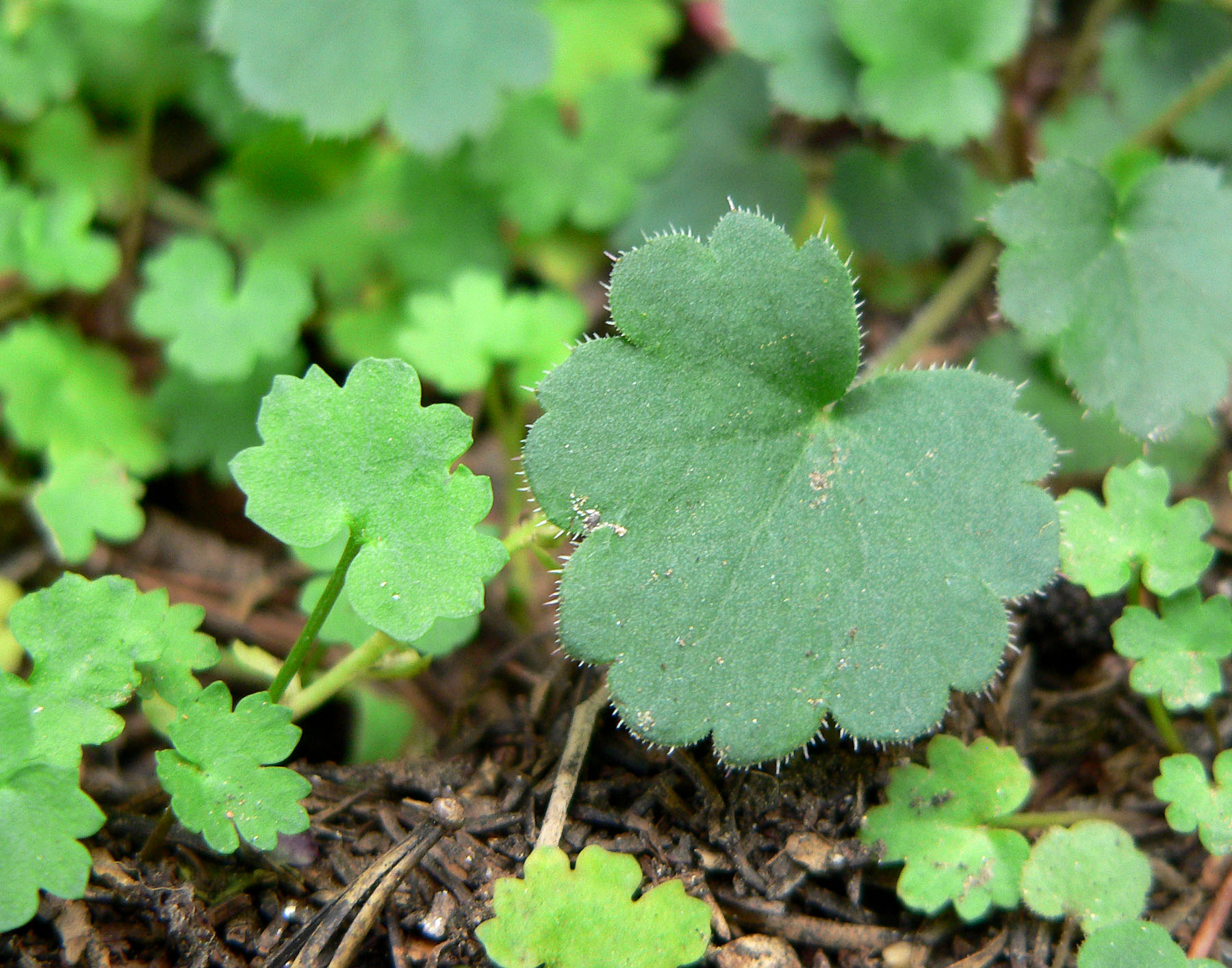
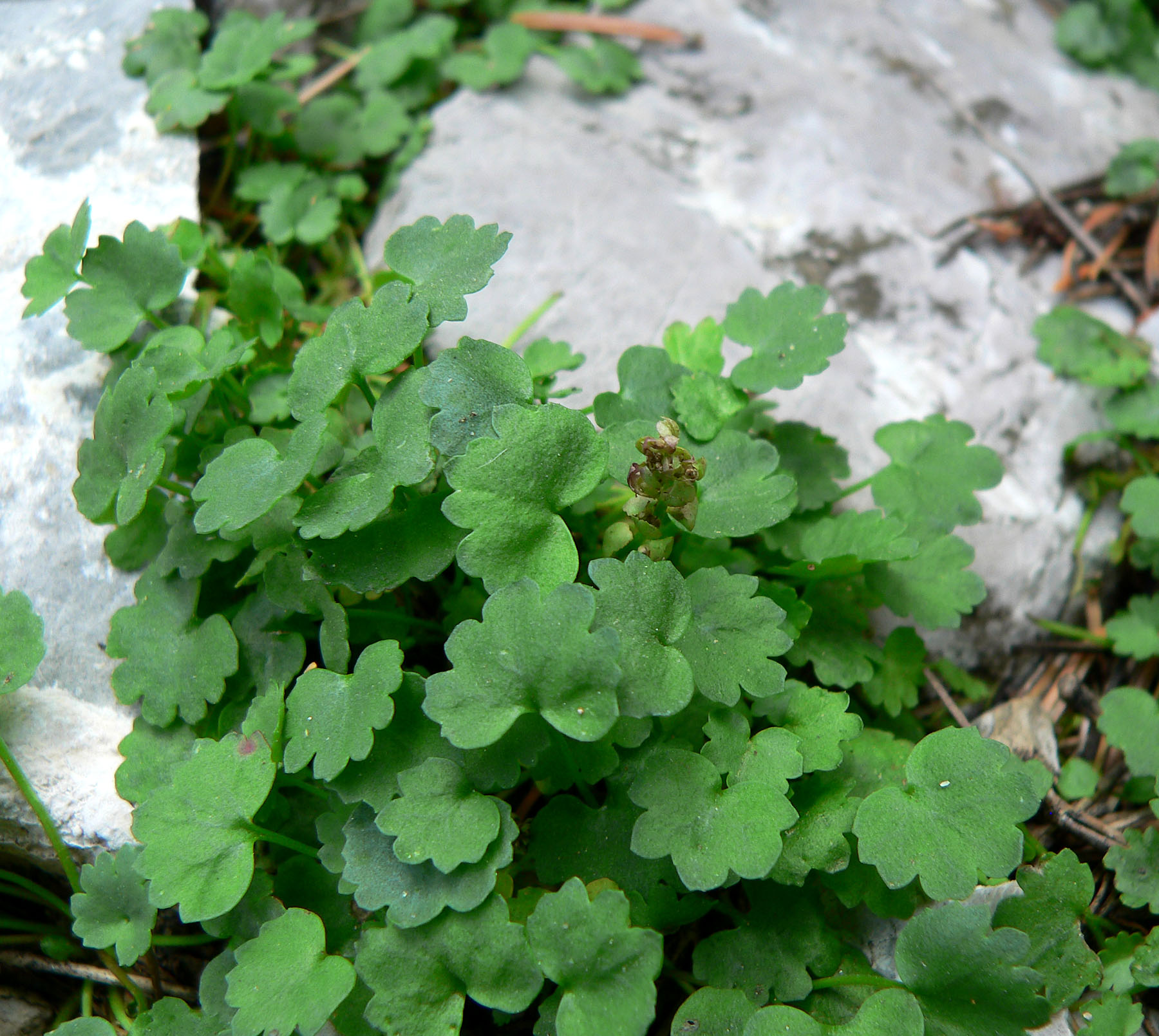
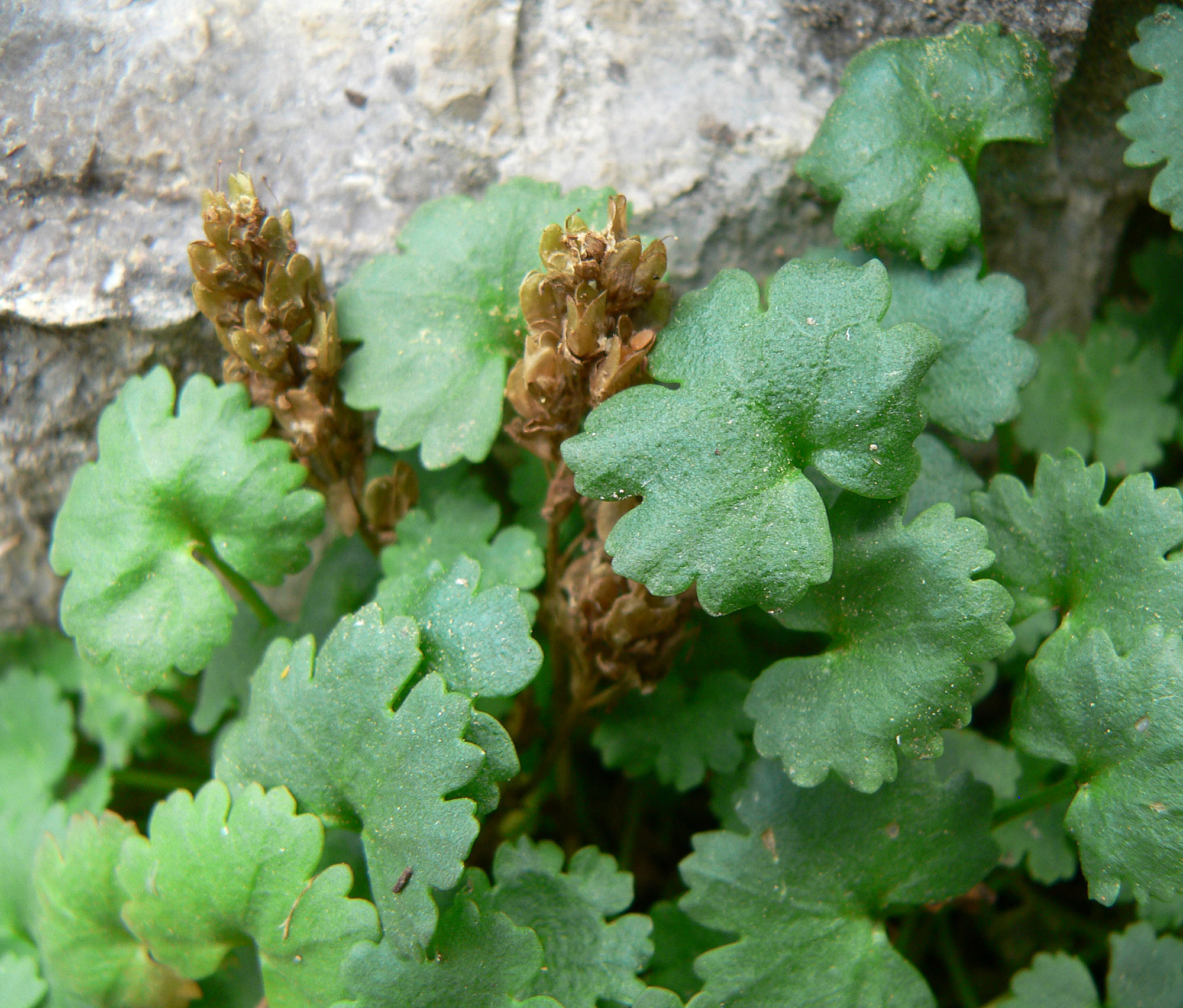